# Contemplazione della morte
Contemplazione della morte è una raccolta di quattro prose di Gabriele D'Annunzio, di carattere memorialistico, apparse originariamente sul Corriere della Sera nell'aprile del 1912.
Nella versione in volume il libro è preceduto da un messaggio a "Mario Pelosini da Pisa" ed è dedicato "Alla memoria di Giovanni Pascoli e di Adolphe Bermond", quest'ultimo il proprietario della villa di Saint-Dominique (a pochi chilometri da Arcachon) in cui D'Annunzio soggiornò tra il 1910 e il 1916. Il poeta, colpito dalla morte a brevissima distanza di questi due personaggi molto importanti per lui, seppure per motivi diversissimi, ne commemora la scomparsa.
Il testo appartiene alla fase memorialistica della scrittura dannunziana iniziata con la pubblicazione delle Faville del Maglio da parte del Corriere della Sera grazie alle quali D'annunzio riuscì a mantenersi durante il soggiorno francese risolvendo almeno in parte il suo cronico bisogno di denaro.

## Contenuti
I quattro scritti portano le date del 7, 11, 15 e 17 aprile 1912.
Nella prima prosa, D'Annunzio esprime la sua ammirazione per il poeta romagnolo e racconta dell'amicizia che lo legava a lui.
La seconda tratta della figura di Adolphe Bermond, della sua forte fede e dei suoi tentativi di convertire lo scrittore.
Questi continuano nella terza prosa, in cui D'Annunzio descrive la visita all'amico ricoverato all'ospedale e ormai vicino alla morte.
L'ultima prosa prende spunto dalla morte di Bermond per varie riflessioni e ricordi.

## Edizioni
- Gabriele D'Annunzio, Contemplazione della morte, 1ª ed., Milano, Fratelli Treves, 1912.